# Barbazan-Dessus
Barbazan-Dessus ist eine französische Gemeinde mit 164 Einwohnern (Stand 1. Januar 2022) im Département Hautes-Pyrénées in der Region Okzitanien (vor 2016: Midi-Pyrénées). Sie gehört zum Arrondissement Tarbes und zum Kanton La Vallée de l’Arros et des Baïses.
Die Einwohner werden Barbazanais und Barbazanaises genannt.

## Geographie
Barbazan-Dessus liegt circa neun Kilometer südöstlich von Tarbes in dessen Einzugsbereich (Aire urbaine) in der historischen Grafschaft Bigorre.
Umgeben wird Barbazan-Dessus von den sechs Nachbargemeinden:
| Allier       | Montignac                                   | Fréchou-Fréchet |
| Bernac-Debat | Kompassrose, die auf Nachbargemeinden zeigt | Hitte           |
|              | Bernac-Dessus                               |                 |

Barbazan-Dessus liegt im Einzugsgebiet des Flusses Adour.
Der Arrêt-Darré, ein Nebenfluss des Arros, bildet die natürliche Grenze zur östlichen Nachbargemeinde Hitte. Der Lassarenc, ein Nebenfluss des Arrêt-Darré, entspringt auf dem Gebiet der Gemeinde. Der Echéoux entspringt ebenfalls in Barbazan-Dessus, mündet aber in der Nachbargemeinde in den Canal d’Alaric.

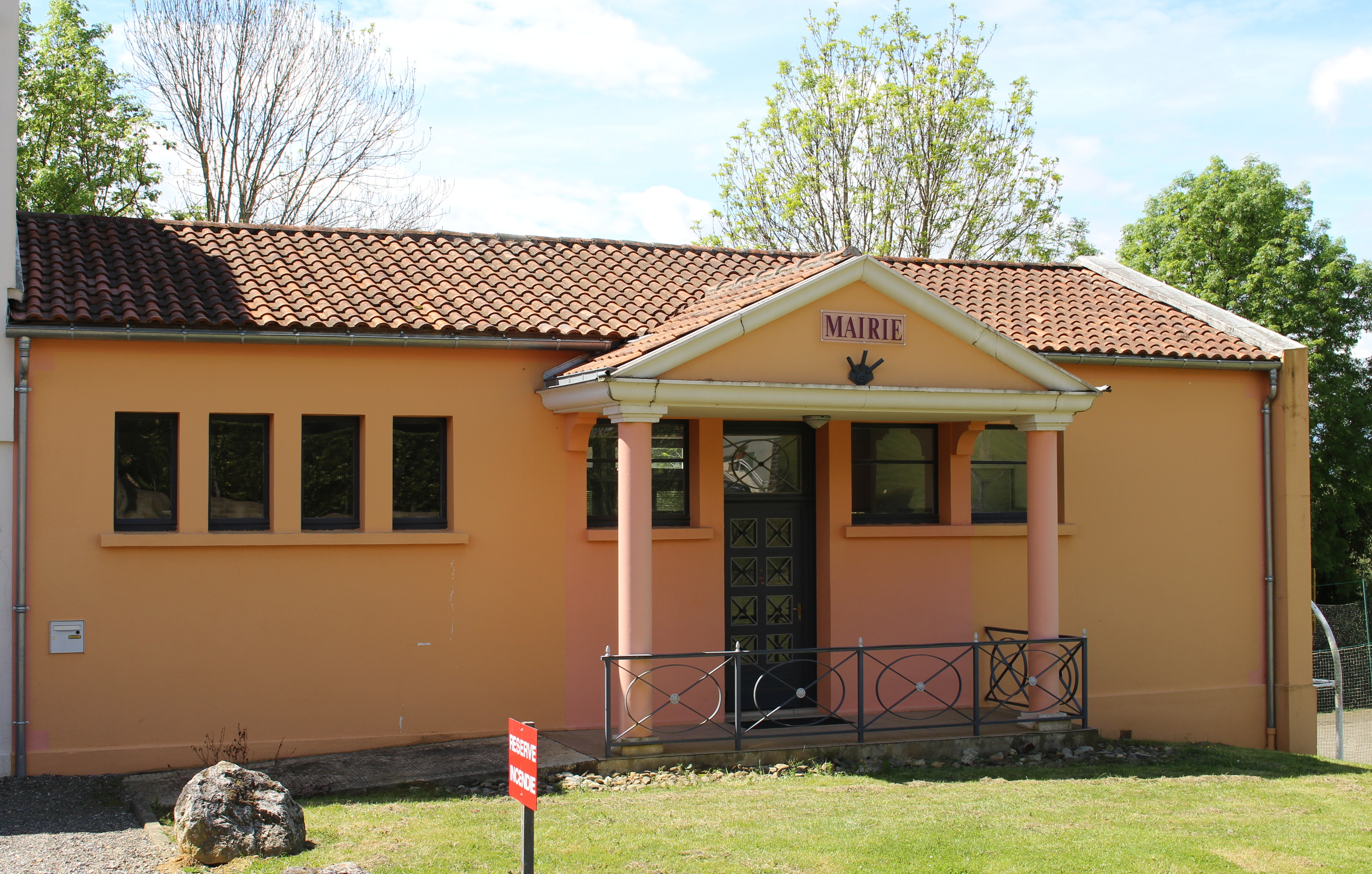
Bürgermeisteramt (Mairie) von Barbazan-Dessus

## Toponymie
Der okzitanische Name der Gemeinde heißt Barbadan Dessús. Seinen Ursprung hat der erste Namensteil von einem Landgut in der Antike. Er leitet sich vom lateinischen Eigennamen Barbatius mit dem Suffix -anum („Landgut des Barbatius“) ab. Der Zusatz Dessus bedeutet „südlich gelegen“ im Verhältnis zu Barbazan-Debat.
Der Spitzname der Gemeinde lautet Los lobatèrs (deutsch die Wolfsjäger). Im Wappen der Gemeinde finden sich auch zwei Wölfe.
Toponyme und Erwähnungen von Barbazan-Dessus waren:
- Barbazaa Desus und a castro Barbazani Superioris (1285, Volkszählung des Adels im Bigorre),
- De Barbazano Superiori (1313, Steuerliste Debita regi Navarre),
- Barbasan Dessus (1429, Zensusliste der Grafschaft Bigorre),
- Barbazan Dessus (1750 und 1793, Karte von Cassini bzw. Notice Communale),
- Barbazan-Dessus (1801, Bulletin des lois).[4][5][6]

## Einwohnerentwicklung

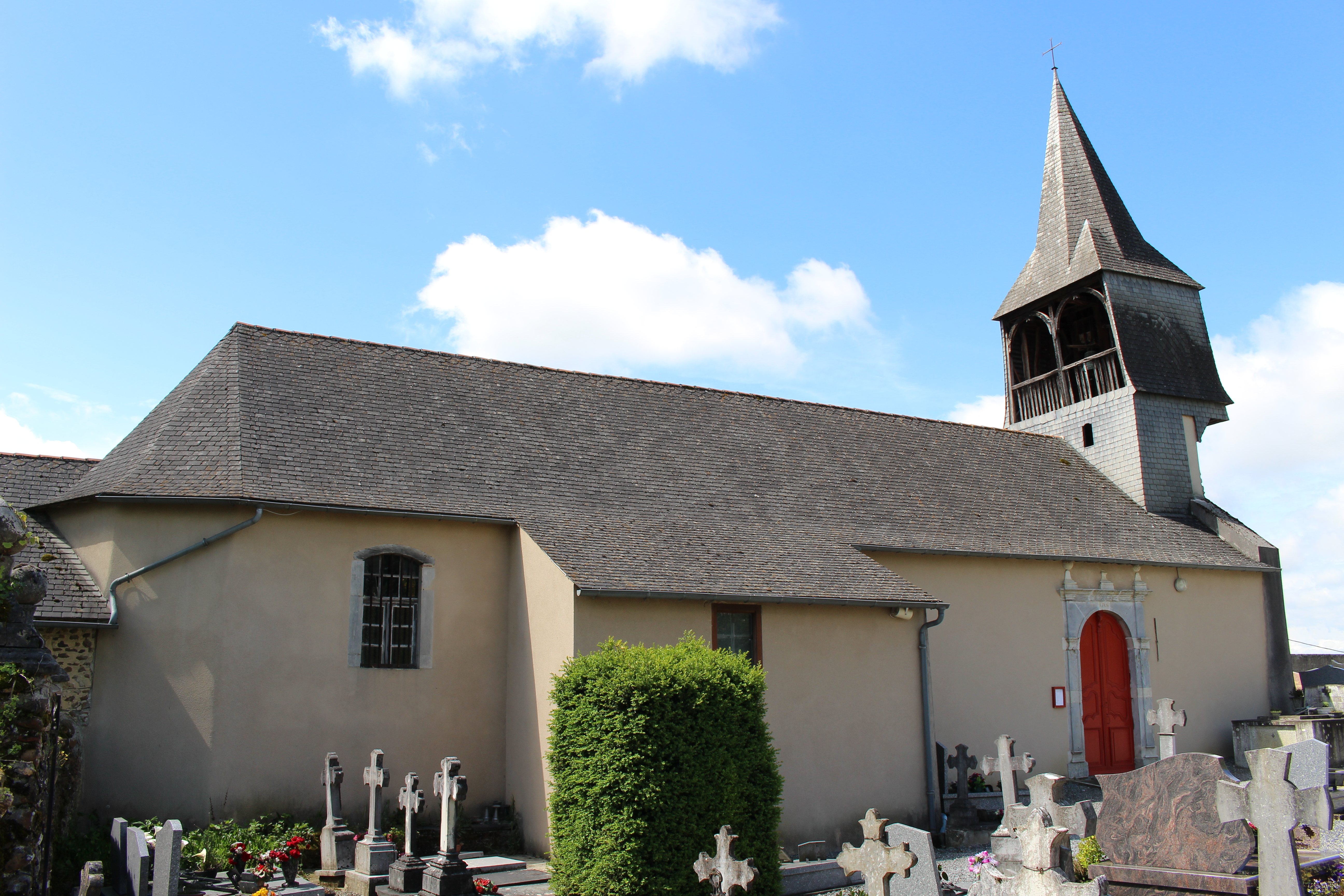
Pfarrkirche Notre-Dame-de-l’Assomption

Nach Beginn der Aufzeichnungen stieg die Einwohnerzahl bis zur Mitte des 19. Jahrhunderts auf einen Höchststand von rund 315. In der Folgezeit sank die Größe der Gemeinde bei kurzen Erholungsphasen bis zu den 1960er Jahren auf rund 110 Einwohner, bevor eine Wachstumsphase einsetzte. die bis heute anhält.
| Jahr      | 1962 | 1968 | 1975 | 1982 | 1990 | 1999 | 2006 | 2011 | 2022 |
| --------- | ---- | ---- | ---- | ---- | ---- | ---- | ---- | ---- | ---- |
| Einwohner | 112  | 120  | 133  | 143  | 141  | 136  | 134  | 138  | 164  |

## Sehenswürdigkeiten
- Pfarrkirche Notre-Dame-de-l’Assomption (Mariä Himmelfahrt)

## Wirtschaft und Infrastruktur

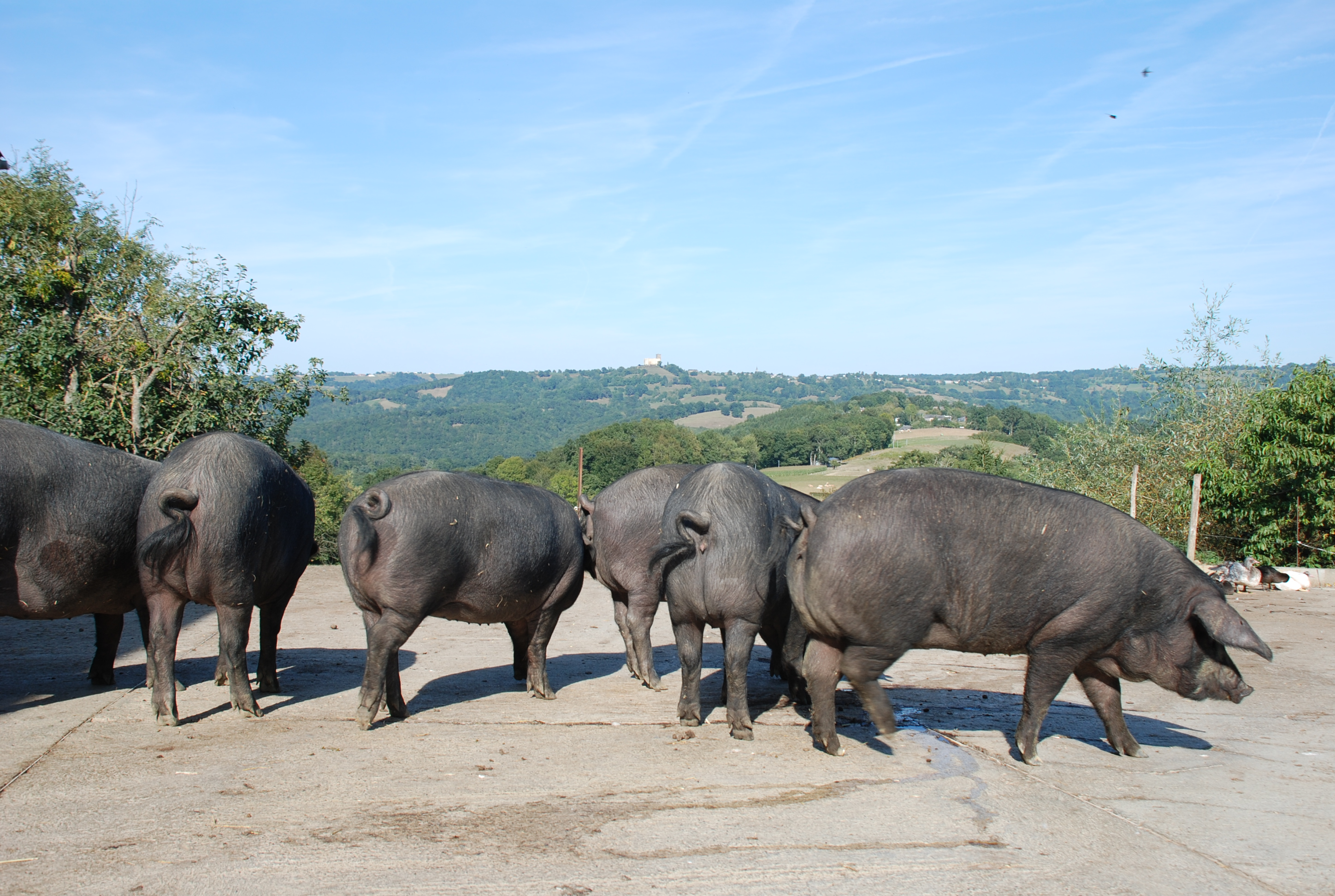
Porcs Noirs de Bigorre

Barbazan-Dessus liegt in den Zonen AOC der Schweinerasse Porc noir de Bigorre und des Schinkens Jambon noir de Bigorre.

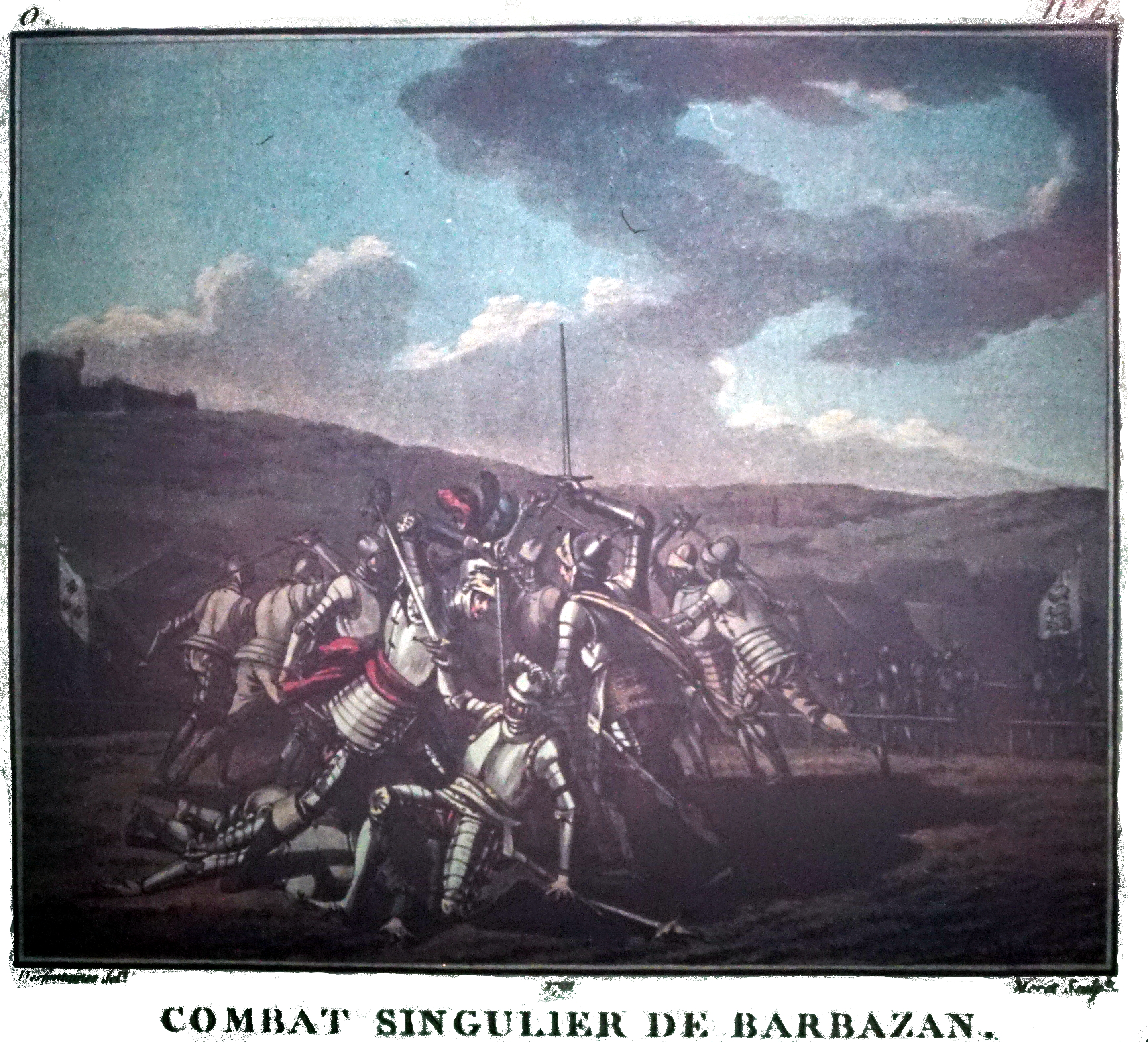
Arnault Guilhem de Barbazan in einem Kampf bei Chalons

### Verkehr
Barbazan-Dessus ist erreichbar über die Routes départementales 85, 508 und 605.

## Persönlichkeiten
Arnault Guilhem de Barbazan, geboren um 1360 möglicherweise auf seiner Burg in Barbazan-Dessus, gestorben 1431 in Vaudoncourt im heutigen Département Vosges, war Seigneur von Barbazan, Berater und Kammerherr des französischen Königs Karl VII. und kämpfte im Hundertjährigen Krieg auf Seiten der französischen Krone. Die Burg wurde im Laufe der Französischen Revolution zerstört.